# Álvaro Cepeda Samudio
Álvaro Cepeda Samudio (Barranquilla, 30 marzo 1926 – New York, 12 ottobre 1972) è stato uno scrittore, giornalista e regista colombiano.
Nonostante abbia pubblicato solo un romanzo e due raccolte di racconti, è considerato uno dei più importanti autori ispanoamericani del XX secolo.

## Biografia
Álvaro Cepeda Samudio nasce a Barranquilla il 30 marzo 1926. Dal 1933 si trasferisce con la famiglia, per qualche anno, a Ciénaga. Al ritorno a Barranquilla entra nel prestigioso Colegio Americano. L'ingresso professionale nel mondo del giornalismo risale al 1948, quando ottiene una colonna fissa su El Nacional, quotidiano di Barranquilla. L'anno precedente Cepeda Samudio aveva conosciuto Ramón Vinyes, Alfonso Fuenmayor e Germán Vargas, nucleo di quello che diventerà con Gabriel García Márquez il Gruppo di Barranquilla. 

Nel 1949 compie il suo primo viaggio negli Stati Uniti, dove frequenta alcuni corsi di letteratura angloamericana e giornalismo all'Università del Michigan e successivamente presso la Columbia University, a New York.

Il ritorno in Colombia, di nuovo a Barranquilla, segna l'inizio di una stagione intensa. Nel 1954 Cepeda Samudio pubblica la raccolta di racconti Todos estábamos a la espera, e nello stesso anno esce La langosta azul, primo esempio colombiano di cinema sperimentale. Nel 1962 dà alle stampe La casa grande, suo unico romanzo, che racconta il massacro degli operai della United Fruit Company avvenuto nel 1928, nella Zona Bananera, ad opera dell'esercito colombiano.
Nel 1972 si ricovera a New York. Ormai gravemente malato, fa in tempo a vedere la prima edizione della seconda raccolta di racconti, Los cuentos de Juana, e muore il 12 ottobre.

## Opere principali

### Racconti
- Todos estábamos a la espera, 1954
- Los cuentos de Juana, 1972

### Romanzi
- La casa grande, 1962

### Filmografia
- La langosta azul, 1954